# Artemicoccus unispinus
Artemicoccus unispinus är en insektsart som först beskrevs av Borchsenius 1949.  Artemicoccus unispinus ingår i släktet Artemicoccus och familjen ullsköldlöss. Inga underarter finns listade i Catalogue of Life.